# Verklungenes Wien
Verklungenes Wien ist ein österreichischer Spielfilm aus dem Jahre 1951 von Ernst Marischka mit Paul Hörbiger, Marianne Schönauer und Wolf Albach-Retty in den Hauptrollen.

## Handlung
Wien, wenige Jahre vor Ausbruch des Ersten Weltkriegs. Christl und Max Jungwirt sind es gewohnt, in Saus und Braus zu leben. Ihr Vater Franz Jungwirt hat als Seidenfabrikant eine Menge Besitz angehäuft, sodass seine Tochter und sein Sohn mit dem Geld herumwerfen und hochnäsig geworden sind. Dies wird dem Alten eines Tages zu viel, und der Hausvorstand entschließt sich, dass seine beiden verwöhnten Sprösslinge eine ordentliche Lektion über den Wert des Geldes verdienen. Heimlich verkauft er seine Fabrik und eröffnet eines Tages seinen Kindern, dass er bedauerlicherweise bankrottgegangen sei. Christl und Max reagieren auf diese Eröffnung grundverschieden: Während der Sohn bei einer Konkurrenzfirma anfängt und sich dort prompt sogleich in die Tochter des Hauses verliebt, beginnt Christl sich im väterlichen Haushalt nützlich zu machen. 
Eine große menschliche Enttäuschung erlebt die junge Frau allerdings bei ihrem Galan, einem feschen Husarenoffizier namens Sandor von Halvany, der sich in sein Regiment nach Ungarn zurückversetzen lässt, als er von der Firmenpleite im Hause Jungwirt erfährt. Allerdings kehrt er wenig später heimlich nach Wien zurück und lässt sich von der Spanischen Hofreitschule als Bereiter verpflichten. Im Park von Schloss Schönbrunn bittet der geläuterte Ungar seine Christl um Verzeihung. Vater Jungwirt kann mit dem Ergebnis seines Charaktertests sehr zufrieden sein. Er beobachtet einen Sinneswandel bei seinen Kindern und kauft nun mit gutem Gewissen die Aktien seiner ehemaligen Firma wieder zurück.

## Produktionsnotizen
Verklungenes Wien entstand im Frühling 1951 mit Außen- und Innenaufnahmen in Wien. Der Film wurde am 29. August 1951 in München uraufgeführt, die Wiener Premiere erfolgte am 30. Oktober desselben Jahres.
Friedrich Erban übernahm die Produktionsleitung. Fritz Jüptner-Jonstorff entwarf die Filmbauten.

## Kritiken
Im Filmdienst heißt es: „Wiener Lieder und sacharinsüße Romantik aus der Kaiserstadt im Jahr 1912 (…) Anspruchslose Unterhaltung.“
Cinema schlug in dieselbe Kerbe: „Wiener Schmäh und Schmalz“